# Ait M'Hamed
Ait M'Hamed  (in arabo أيت امحمد‎?) è un centro abitato e comune rurale del Marocco situato nella provincia di Azilal, regione di Béni Mellal-Khénifra. Conta una popolazione di 23 696 abitanti (censimento 2014).